# جری برنز
جری بـِرنز (انگلیسی: Jere Burns؛ زادهٔ ۱۵ اکتبر ۱۹۵۴) هنرپیشه تئاتر، تلویزیون و سینمای اهل ایالات متحده آمریکا است.

## گزیدهٔ آثار

### سینما
- لری گی (۲۰۱۵)
- پرام (۲۰۱۱)
- داندی کروکودیل ۳ (۲۰۰۱)
- حریص (۱۹۹۴)

### تلویزیون
- آناتومی گری (۲۰۱۳)
- مهره سوخته (۲۰۱۱–۲۰۱۲)
- بریکینگ بد (۲۰۱۰–۲۰۱۱)
- سی‌اس‌آی (۲۰۰۹)
- به گفته جیم (۲۰۰۸)
- ویل و گریس (۲۰۰۶)